# Cyrela Brazil Realty
Cyrela Brazil Realty SA Empreendimentos e Participacoes est une entreprise brésilienne spécialisée dans l'immobilier particulier et commercial. Le portefeuille de la société immobilière comprend des centres commerciaux, des bureaux, des immeubles résidentiels, des hôtels et des terrains.

## Historique
En 1996, elle décide d'effectuer une scission et de créer Cyrela Commercial Properties, spécialisée dans l'immobilier professionnel, afin de se recentrer sur l'immobilier particulier.